# Ellandalm
Die Ellandalm (auch: Elandalm) ist eine Alm im Ortsteil Hohenaschau der Gemeinde Aschau im Chiemgau.
Eine Almhütte der Ellandalm steht unter Denkmalschutz und ist unter der Nummer D-1-87-114-125 in die Bayerische Denkmalliste eingetragen.

## Baubeschreibung
Der Nagelschmiedkaser ist ein eingeschossiger Flachsatteldachbau mit teils verputztem Bruchsteinmauerwerk, der um 1800 errichtet wurde. Im letzten Viertel des 19. Jahrhunderts wurden Umbauarbeiten vorgenommen.
Weitere Bauten auf der Ellandalm sind der Finkkaser sowie der Hellkaser mit großem Almgarten mit einer Klaubsteinmauer.

## Heutige Nutzung
Die Ellandalm ist bestoßen.

## Lage
Die Ellandalm befindet sich unterhalb des Heuraffelkopfes auf einer Höhe von 990 m ü. NHN.